# Aktionsethnologie
Aktionsethnologie oder Aktions-Ethnologie (angloamerikanisch action anthropology) bezeichnet den Ansatz einer eingreifenden (intervenierenden) und wertexpliziten praktischen Ethnologie, die sich mit gegenwartsbezogenen und gesellschaftspolitischen Forschungsthemen beschäftigt. Sie versucht, in Zusammenarbeit mit benachteiligten ethnischen Gruppen, sowohl soziale Verhältnisse zu verändern, als auch relevante Erkenntnisse für die Ethnologie zu gewinnen. Die Gruppen, mit denen der Forscher in einer möglichst gleichberechtigten Beziehung zusammenarbeitet, können sowohl indigene Völker sein, als auch beispielsweise kulturelle Subgruppen aus der eigenen Gesellschaft. Folgende Schwerpunkte ergeben sich aus dem Ansatz der Aktions-Ethnologie:
- die Frage nach der Verantwortung des  Wissenschaftlers
- die Hinterfragung von Machtstrukturen
- die Infragestellung des Postulats der „Wertneutralität“